# Redrup

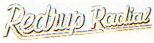

Redrup is een historisch merk van vliegtuigmotoren en motorfietsen.
Redrup: Boyle & Redrup, Engineers, Leeds, later C. Redrup, Cardiff (1919-1922). 
Redrup bouwde driecilinder stermotoren voor vliegtuigen, maar bouwde ze later ook in een motorfiets, de Redrup Radial. De blokken werden ook geleverd aan Beaumont en British Radial. 
Redrup bouwde ook nog een zescilinder prototype. Onder de naam Boyle and Redrup werden waarschijnlijk geen motorfietsen gebouwd. Boyle was een financier in de periode dat Redrup zijn eerste stermotor voor vliegtuigen ontwikkelde.